# ブラッドフォード・サッカー場火災
ブラッドフォード・サッカー場火災（英語: Bradford City stadium fire）は、1985年5月11日にイングランドのウェスト・ヨークシャー州ブラッドフォードにあるヴァリー・パレードで行われたフットボールリーグ (FL) 3部最終節、 ブラッドフォード・シティAFC対リンカーン・シティFC戦で発生した火災事故である。
この事故により56人が死亡し、265人以上が負傷した。

## 背景
イギリスのサッカースタジアムに対する出火対策は、1975年に制定されたスポーツ競技場安全法 (The Safety of Sports Grounds Act 1975) に基づいて行われていた。この法律はFL1部および2部に所属するサッカークラブの使用するスタジアムに限定されており、事故当時は3部リーグに所属していたブラッドフォード・シティの使用していたヴァリー・パレードはこの法律の適用を免れていた。同スタジアムは建設から76年が経過していたため老朽化が進み、消防当局から防火のための問題点について再三に渡って警告を受けていた。
ブラッドフォード・シティは1984-85シーズンに3部リーグで優勝し、1936-37シーズン以来となる2部リーグへの復帰が決定した。これにより、翌1985-86シーズンから競技場安全法1975が適用されることになり、5月11日に行われる最終節を終了後に、スタジアムは改修工事に入る予定となっていた。

## 経緯
翌シーズンからの2部リーグ昇格が決定していたブラッドフォード・シティの最終戦には1万1千人近い観客が詰めかけた。試合前には表彰式が行われ、ピーター・ジャクソン主将に優勝トロフィーが授与されるなど、スタジアムは祝賀ムードに包まれた。
試合は15時00分に開始され、両チーム無得点のまま時間が経過し前半終了まで5分という時間帯を迎えた。15時40分、メインスタンドの端（ピッチ上から正面向かって右側）のGブロックの床下が火元となり出火すると、これに気がついた警官の誘導により観客の避難が始まった。この火災は初期段階では小規模なもので、避難行動も緩やかなものであり、火災発生自体に気がつかない観客もいた。また、ピッチ上でも選手達は火災に気がつかず、試合が続行されていた。数分後、スタンドの床下から発生した炎がメインスタンド上部を覆い隠している屋根にまで達すると、そこから急速に燃焼を始め屋根伝いに火炎が燃え広がり、4分以内には3千人収容のメインスタンド全体へと燃え広がった。
火災に気がついた観客達はピッチへと避難を開始したが火の回りが早く、出火地点から離れた場所で観戦していた人々は避難が遅れ、炎上した屋根からの熱気流によって衣服や頭髪へと次々に燃え移り焼死した。また、一部の観客はスタンドの出入り口から外部へと避難しようと試みたが、ストッパーの付いた回転式扉が使用されていたこともあって行く手を阻まれた。
被害が拡大した原因として、初期消火が行われなかったことが挙げられる。同スタジアムには多くの消火器が設置されていたが、暴徒化した観客が消火器を噴射する悪戯行為におよぶことを懸念した運営者によりスタジアムの事務所に保管されていた。そのため、最初に火の手が上がってから本格的に炎上を始めるまで2分程度の時間的猶予があったものの、火元となったスタンドの周囲のいた観客は火災に対応することができなかった。
木造のスタンドや屋根の形状や材質も、火災が予測された時間を上回り広がった原因となった。火災現場となったメインスタンドは全体が山型の屋根で覆われ、前方部は垂れ壁、左右の側面は側壁により部分的に覆われ、スタンドの後部は観客席と屋根が密接した状態となり最後部は壁となっていた。そのため、火災が発生した際に火災により生じた熱気流が他方向へと流れることができずに屋根伝いに横方向へと流れ、高速で炎上を続けることに繋がった。
木造の屋根の表面にコールタール状の塗料が塗布されており、これが火災により熱せられたことにより可燃性ガスを発生させた。可燃性ガスは熱気流と共に屋根伝いに高速度で横方向へと流れ、爆熱を起こしながら炎上を続け、炎上の輻射熱により屋根の下部にあるスタンド内の座席や床や手すりへと次々に引火していった。

### 犠牲者
火災事故の犠牲者の多くは逃げ遅れた子供や老人であり、犠牲者の中には元ブラッドフォード・シティ会長のサミュエル・ファースが含まれていた。事故当時86歳と高齢だったファースは火災の際に負った火傷が元となり搬送先の病院で亡くなった。またブラッドフォード・シティの選手だったドナルド・グッドマンは試合当日にガールフレンドとその友人を招待したが火災により全員が亡くなった。負傷者の多くは火傷の後遺症に悩まされ入院を余儀なくされたが、警官による救出活動や現場に居合わせた22人の観客による協力がなければ犠牲者の数はさらに増大していたものと推測されている。

### 出火原因
一部のメディアは出火原因について「老朽化したスタンドの裏で子供がマッチで火遊びをしていた」「火災前に発炎筒が木造スタンドに投げ込まれた」と報じた。ウェスト・ヨークシャー警察は5月15日、現場近くで観戦していた観客の証言を受けて観客のたばこの不始末を出火原因として発表した。

## 反応
イギリスのマーガレット・サッチャー首相や元首のエリザベス2世、ローマ法王ヨハネ・パウロ2世らが犠牲者の遺族と被災者に対し弔意とお見舞いのメッセージを送った。
5月15日、イングランドのサッカー界を統括するフットボール・アソシエーション (FA) は、5月18日に行われる1985 FAカップ 決勝のエヴァートンFC対マンチェスター・ユナイテッドFC戦の試合前に事故犠牲者に対し黙祷を捧げ、試合には全選手が喪章を付けて出場することを発表した。

## 対応

### 政府
レオン・ブリタン内務大臣は5月13日に開かれた庶民院で、高等法院判事のオリヴァー・ポップルウェルを委員長とする事故調査委員会を設置することを発表した。
ポップルウェルによる中間報告書ならびに最終報告書では、1975年に制定された法律では対象とする範囲があまりにも限られており、屋外だけでなく屋内の競技で500人以上の収容人数を有する競技会場はすべて防火対策法の適用を受けるべきだと指摘した。1986年に同委員会から最終報告書が公表されたことを受けて、内務省は1987年に従来の法律を改定し、スタジアムの新たな建築基準など安全基準を定めた「スポーツ競技施設の防火および安全法」(The Fire Safety and Safety of Places of Sport Act 1987) を制定した。同法の主要項目の一つとして、新たな木造スタジアムの建設は禁止されることになった。また、内務省発行のスタジアム運営における安全や警備上のガイドラインを記した指導書「グリーンガイド」もポップルウェルの報告書を受けて改訂された。

### 被災者支援
事故の被災者支援のための募金活動は事故から48時間以内に開始された。元ジェリー&ザ・ペースメイカーズのジェリー・マースデンをはじめとした多くのロックミュージシャンは事故後にザ・クラウドというグループを結成して「ユール・ネヴァー・ウォーク・アローン」を再レコーディングし、売上金を被災者への見舞金に充てた。ザ・クラウドの活動を含めた様々な慈善活動によって集められた募金の金額は、最終的には350万ポンドから400万ポンドに上った。

### スタジアム改修

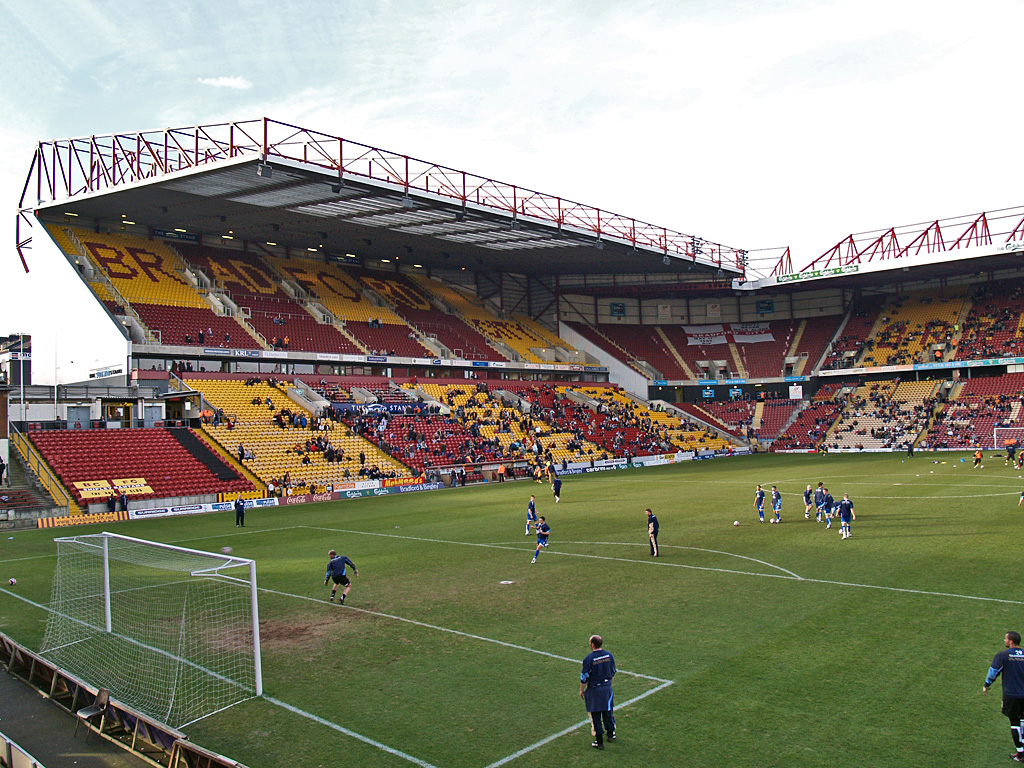
2001年に改築されたメインスタンド

ヴァリー・パレードの焼失後、連邦制度準備理事会と住民との会合により将来的なスタジアムのあり方について模索されている間、スタジアムを使用していたブラッドフォード・シティはホームゲームの際には、市内にあるラグビーリーグ用のオドサル・スタジアムや近隣のリーズにあるエランド・ロードやハダーズフィールドにあるリーズ・ロードを間借りすることになった。
オドサル・スタジアムを所有するブラッドフォードの市議会は同スタジアムへの誘致を働きかけていたが、約6,000人のブラッドフォード・シティの熱狂的サポーターは伝統的なスタジアムに戻りたいとして頑強な姿勢を取った。火災事故から13か月後の1986年6月に総工費260万ポンドの再開発計画が開始され、大部分の資金はウェスト・ヨークシャー州が負担し、残りをブラッドフォード・シティとフットボールリーグの補助金によって負担した。6か月間の工事によりスタジアムは従来の立見席から着席式のスタンドへと改修された。記念として同年12月14日にブラッドフォード・シティとピーター・シルトンやケビン・キーガンを擁するイングランド代表との親善試合が行われ、2-1でブラッドフォード・シティが勝利した。
スタジアムは、その後もクラブの財政状況が許す範囲内で改修工事が行われ、2000年代にはスタンドの収容人数を25,000人に拡張した。

## 影響
火災事故がきっかけとなり、ブラッドフォード大学には形成外科と研究グループが設立された。創設以来、最先端の研究施設に支えられた臨床データを有し、イギリスだけでなく世界的に著名な形成外科医を輩出しているほか、長年に渡る活動により、大学の研究範囲はガン、色素性痒疹から脱毛まで皮膚科学のあらゆる分野へと拡大している。同大学では皮膚と髪に関するイギリス国内で最大の研究グループのために、世界中からトップクラスの研究者を呼び寄せている。
事故から25年後の2010年5月11日、同大学はイギリス国内で最大の皮膚科学の学術研究機関として、ブラッドフォード・サッカー場火災記念研究センターを設立した。